# 時にはいっしょに
『時にはいっしょに』（ときにはいっしょに）は、1986年（昭和61年）10月16日から12月25日までフジテレビの『ナショナル木曜劇場』（当時）で放送されたテレビドラマ。主演は細川俊之。

## 概要
山田太一原作・脚本によるドラマで、両親の離婚によって別居する姉弟の視点から家族の絆を描いた。
2011年2月・8月にCS放送フジテレビTWOにて再放映された。その後、既存マスターをHDアップコンバート（高解像度化）に成功。2019年2月から日本映画専門チャンネル「山田太一劇場」枠で放映された。

## キャスト
- 田川伸浩：細川俊之
言語学を研究する大学助教授。明子との離婚は避けたいと考えていたが、明子の意思が強くそれを受け入れることとなった。離婚後は一戸建ての自宅を明子に譲り、季代を引き取り2人で元自宅と同じ町内の小さなアパートで暮らすことに。真面目ではあるが女性に言い寄られると一夜を共にしてしまう悪癖を持つ。独身時代はナイフコレクターだった。
- 田川季代：南野陽子
田川家長女、季代と書いて「としよ」と読む。大学進学を目指す高校3年の受験生、コーラス部に所属。両親離婚後は父と2人でアパート暮らしとなった。真面目な性格で勘が良く、両親の離婚や伸浩の女性の影などもいち早く察知する。
- 田川（河原）明子：伊東ゆかり
夫・伸浩の浮気を許す気になれず、触れられるのも嫌になり離婚を主張する。専業主婦だったが、離婚後は茂を引き取り玩具店でパート勤務をはじめた。ストレス過多になると強めの洋酒を飲み煙草を吸うこともある。
- 田川（河原）茂：角田英介
天童高校の1年生。高校ではラクそうだという理由で落語研究会に入ったが、予想に反し先輩が厳しくサボれないため部を辞めたがっている。両親離婚後は明子に引き取られ引き続き一戸建て自宅に暮らす。姉の季代を煙たがっていたが、別々に暮らすようになって以後は徐々に姉を思いやるようになる。レンタルビデオ店の比呂子に恋心を抱き、年上である高杉に強い対抗心を持つ。
- 津村：永瀬正敏
季代の同級生で同じ予備校にも通っている。季代に恋しているが季代に対しての行動は裏目に出ることが多い。
- 高杉信二：坂上忍
季代・津村の1学年先輩で、津村は高杉をボクシング経験者だと思い恐れているが、暴力的な男ではなく読書家である。大学へ進学後、深夜に新宿のカフェバーでアルバイトをしながら一人暮らしをしている。季代にとってはコーラス部の先輩でもあり、高校時代から憧れている先輩だった。
- 増川比呂子：洞口依子
栃木から上京しアパートで一人暮らしをしており、東京で信頼できる友人や知人が出来ず孤独感に襲われる日々を送る。レンタルビデオ店「フレンズ」の店員をしているが、大きく稼げる風俗店への転職を考えることがあるなど心が揺れている。茂が好意を寄せはじめていたが、「フレンズ」に客として出入りしていた高杉と次第に親密になる。
- 水谷曜子〈45〉：佐藤友美
伸浩の元不倫相手で、その存在には明子も気が付いていた。学術書を扱う出版社「言泉堂」を経営。
- 大沢亜紀〈24〉：石田えり
伸浩の大学での秘書的存在の職員。離婚後の伸浩と急速に親密になり、年上の伸浩を手玉に取る。
- 佐伯：山本學
伸浩の友人。18歳の娘がいる。伸浩の良き相談相手であるが、離婚の意思が固まり伸浩とは話もしたくない状態となった明子から伸浩との間に入って離婚話を先に進めるよう協力を依頼される。また、離婚後間もなく亜紀と親しくなった伸浩に注意もする。
- 河原典夫：今福将雄
明子の父、伸浩の義父。妻を先に亡くしており阿佐ヶ谷で一人で生活している。税務署で30年以上真面目に勤め上げ、定年後も臨時職員として引続き働いている。明子との親子仲は良好で、孫の季代とも仲が良い。出身は柳川で、娘の明子いわく「たまに訛りが出る」。
- 深瀬一郎：矢崎滋
明子のパート勤務先となる玩具店「深瀬トイランド」本店の店主、独身。生真面目すぎるほど生真面目な男。
- 深瀬昌平：田中健
一郎の弟、独身。「深瀬トイランド」の支店を任されている。兄より明るい性格で人とのコミュニケーションも上手い。
- 小料理「まどか」女将：根岸明美
深瀬兄弟を古くから知る、行きつけの店の女将。
- 茶房「ひだまり」マスター：矢田稔
伸浩の大学近くにある喫茶店の主人。
- 納谷：門谷美佐
曜子の出版社の同僚。自宅アパートへの亜紀の訪問を季代には知られたくない伸浩から、ウソの証言を依頼される。
- 古本新之輔
茂の落語研究会での級友。
- 宮本信樹、池田進、中村登
茂の級友
- その他のキャスト：矢追幸宏、袴田道治、渡辺康弘、山田一雄、木村実郎 ほか

## スタッフ
- 脚本：山田太一
- 演出：河村雄太郎、舛田明廣
- プロデューサー：中村敏夫、河村雄太郎
- 音楽：渡辺博也
- 振付指導：花柳糸之
- 制作著作：フジテレビ

## 放送日程
| 各話   | 放送日   | サブタイトル   | 演出       | ゲスト                                                                       |
| ------ | -------- | -------------- | ---------- | ---------------------------------------------------------------------------- |
| 第1回  | 10月16日 | 夏の思い出     | 河村雄太郎 | 石丸謙二郎、井上裕季子、恩田恵美子、四宮明美、佐藤百起、市野結花里、家入未知 |
| 第2回  | 10月23日 | 姉と弟         | 河村雄太郎 | 吉村敏、福沢朗、鎌田哲                                                       |
| 第3回  | 10月30日 | 別離           | 河村雄太郎 | 島田果枝、藤井秀剛、黒田治                                                   |
| 第4回  | 11月06日 | 新しい秋       | 舛田明廣   | 市川勇、寺井宏明、岩崎由夏、亀井恵子、斉藤清美、曽根未来                     |
| 第5回  | 11月13日 | 淋しいくせに   | 舛田明廣   | 木村翠、峯田智代、茂木幹雄、鈴木淳子                                         |
| 第6回  | 11月20日 | できごと       | 河村雄太郎 | 川部修詩、黒田治、本城ゆき、田沼梨好、大谷一夫、                             |
| 第7回  | 11月27日 | ゆっくり来た涙 | 河村雄太郎 | 坂本長利、山田美鈴、川瀬香織、井坂真弓、小野真理子、古味絵里奈               |
| 第8回  | 12月04日 | 落ちそうな果実 | 舛田明廣   | 小野敦子                                                                     |
| 第9回  | 12月11日 | 散り散りのころ | 舛田明廣   | 鶴田忍                                                                       |
| 第10回 | 12月18日 | 海へ行った日   | 河村雄太郎 | 加賀谷純一、塚田恵美子                                                       |
| 最終回 | 12月25日 | 四人でランチ   | 河村雄太郎 | 鶴田忍、青田浩子、しのざき美知、中村学                                       |

## 関連文献
- 『山田太一作品集 11 (時にはいっしょに)』大和書房、1986年12月15日。